# بفاركيرشن
فاركيرشن (بالألمانية: Pfarrkirchen) هي بلدة ألمانية تقع في ألمانيا في منطقة غوتال-إن. يقدر عدد سكانها بـ 11,734 نسمة .

## المدن التوأمة
مدن سان ريمي دو بروفنس، Ruswil، Ettiswil، Buttisholz، Grosswangen و سان فينشينزو، توسكانا هي مدن توأمة لـفاركيرشن.

## أعلام
- هانس ويمر